# Rue des Moissons
Pour les articles homonymes, voir Moissons.
La  rue des Moissons est une voie de la commune de Reims, située au sein du département de la Marne, en région Grand Est.

## Situation et accès
La rue des Moissons appartient administrativement au quartier Jean-Jaurès.

## Origine du nom
Le nom rappelle que se trouvant hors les murs elle traversait les champs.

## Historique
Bâtie d'immeubles de style haussmanien, la rue porte son nom actuel depuis 1841. Lors de fouilles d'archéologie préventive plusieurs domus avec mosaïques et hypocaustes de Durocortorum furent mises au jour.

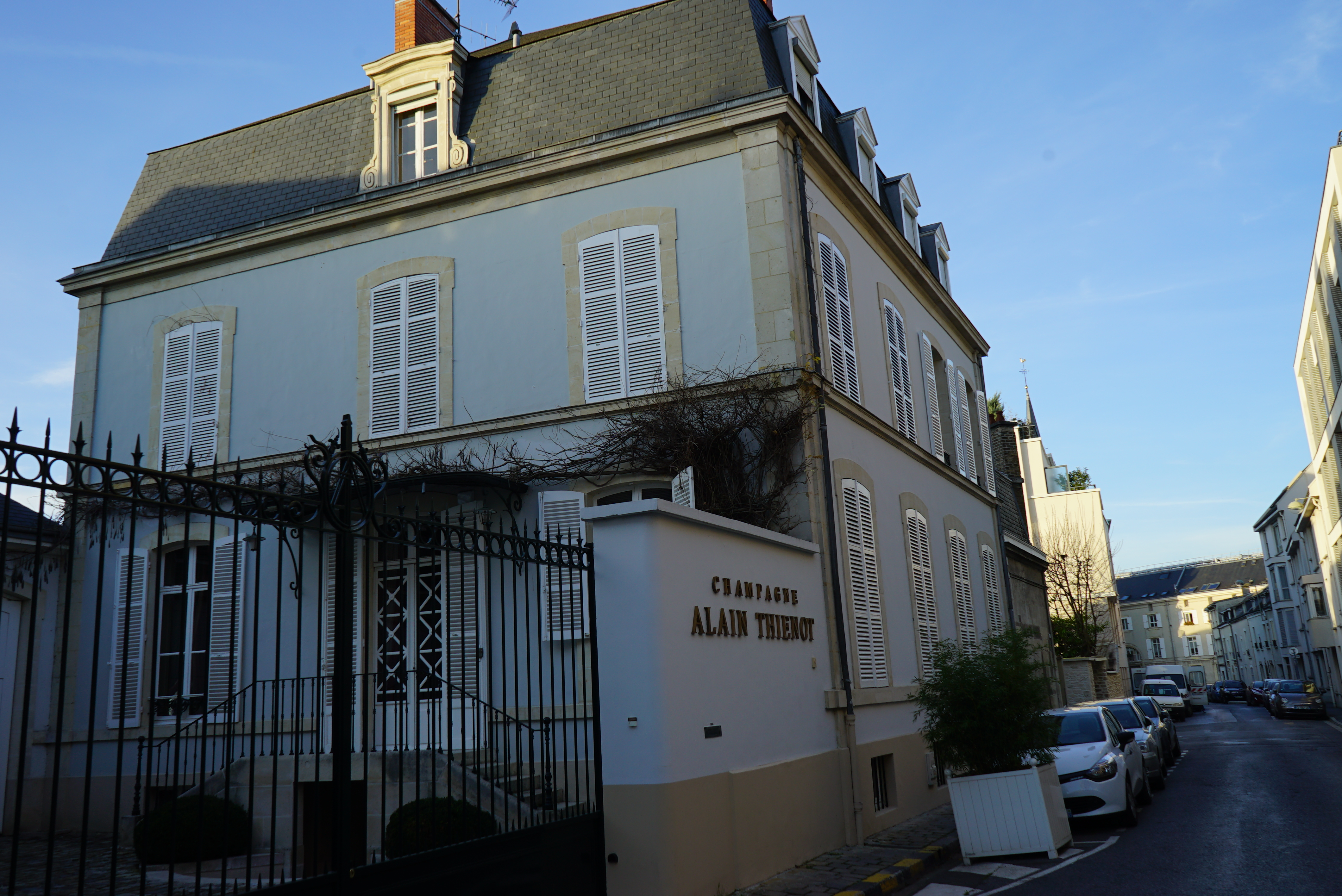
Siège du groupe Thienot, rue des Moissons (Reims).

## Bâtiments remarquables et lieux de mémoire
- Au n° 14 : Champagne Alain Thiénot,
- Au n° 16 : ancien Hôtel Trapp,
- Au n° 19 : ancien Hôtel Weiland,
- Au n° 38, l'Hôtel Walbaum-Pillivuyt
- AU n°49-55, immeuble art déco de l'architecte René Lhomme.

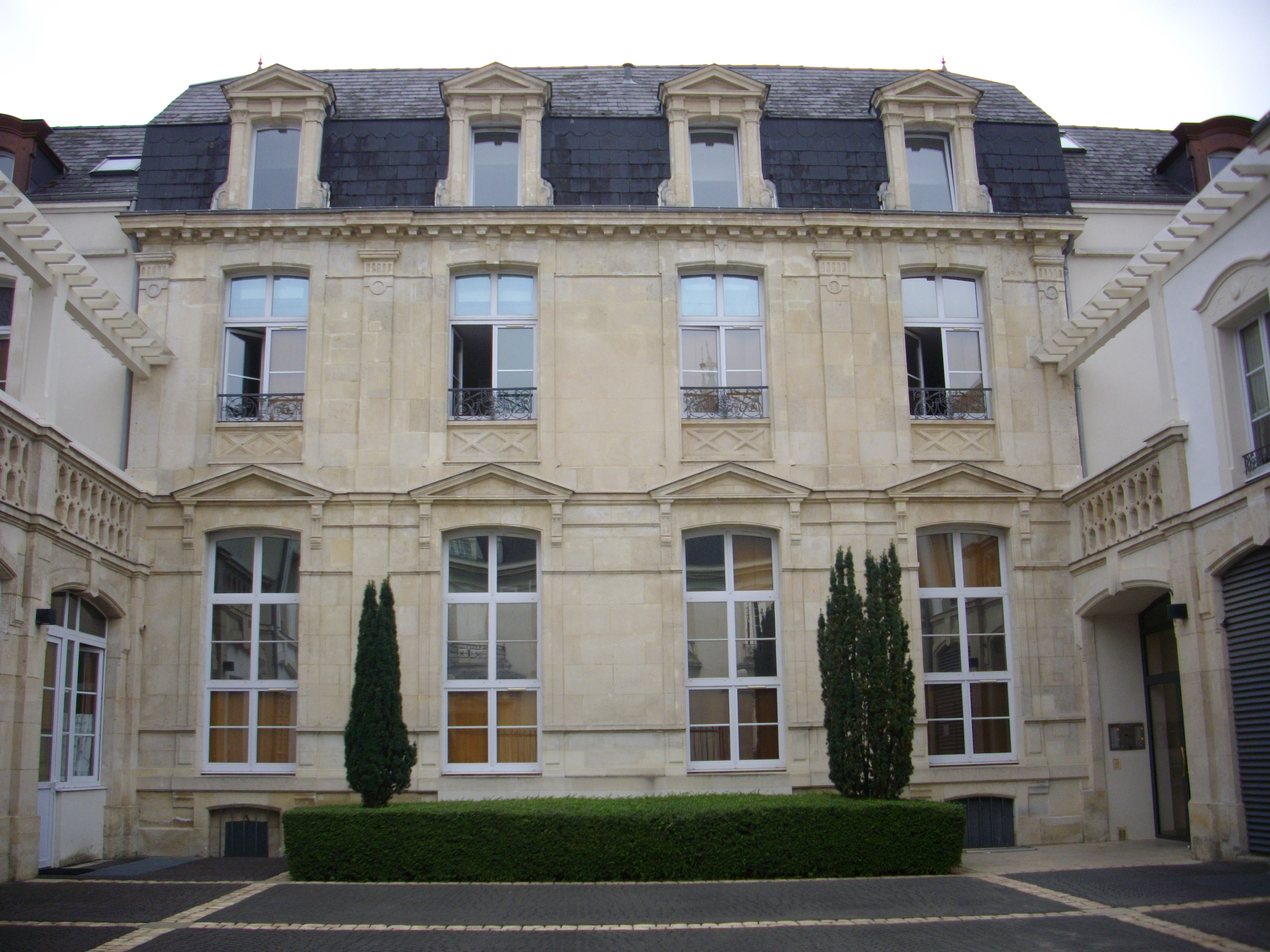
Au n°16 Hôtel Trapp.